# Rickettsia rickettsii
Rickettsia rickettsii (viết tắt là R. rickettsii) là một loại vi khuẩn Gram âm, nội bào, loại coccobacillus. Vi khuẩn có chiều dài khoảng 0,8 đến 2,0 μm  . R. rickettsi là tác nhân gây bệnh sốt phát hiện ở Rocky Mountain. R. rickettsii là một trong những chủng Rickettsia hay gây bệnh nhất. VK ảnh hưởng đến phần lớn bán cầu Tây và một phần nhỏ của Đông bán cầu.

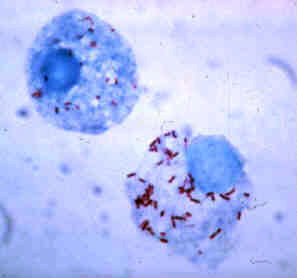

## Lịch sử
Sốt Rocky Mountain lần đầu tiên xuất hiện ở Thung lũng Idaho vào năm 1896. Vào thời điểm đó, không có nhiều thông tin được biết về căn bệnh này; ban đầu nó được gọi là bệnh Sởi đen vì bệnh nhân có biểu hiện phát ban đặc trưng trên khắp cơ thể. Mô tả lâm sàng đầu tiên về sốt phát hiện Rocky Mountain được báo cáo vào năm 1899 bởi Edward E. Maxey.
Howard Ricketts (1871-1910), phó giáo sư bệnh lý tại Đại học Chicago năm 1902, là người đầu tiên xác định và nghiên cứu R. rickettsii. Vào thời điểm này, phát ban bắt đầu xuất hiện từ từ ở khu vực phía tây Montana, với tỷ lệ tử vong 80-90%. Nghiên cứu của ông thu thập và nghiên cứu dựa trên các bệnh nhân và động vật bị nhiễm bệnh. Ông tự tiêm mầm bệnh vào mình để đo lường tác động của bệnh. Thật không may, nghiên cứu của ông đã bị lược bỏ một phần sau khi ông qua đời, có thể những triệu chứng ông phải hứng chịu là do vết côn trùng cắn.
S. Burt Wolbach được ghi nhận cho mô tả chi tiết đầu tiên về tác nhân gây bệnh gây ra R. rickettsii vào năm 1919. Ông phát hiện đây là vi khuẩn nội bào thường thấy nhất trong các tế bào nội mô.

## Thế giới
R. rickettsii được tìm thấy ở mọi châu lục trừ châu Nam Cực. Bệnh được phát hiện lần đầu tiên ở Bắc Mỹ và kể từ đó đã được xác định ở hầu hết mọi nơi trên trái đất. Sự lây lan của R. rickettsii có thể là do sự di cư của người và động vật trên toàn cầu. Tuy nhiên, R. rickettsii có xu hướng phát triển mạnh ở những nơi ẩm ướt ấm áp.

## Biểu hiện lâm sàng
Trung tâm kiểm soát và phòng ngừa dịch bệnh tuyên bố rằng chẩn đoán sốt Rocky Mountain phải được thực hiện dựa trên các dấu hiệu và triệu chứng lâm sàng của bệnh nhân và sau đó được xác nhận bằng các xét nghiệm chuyên khoa. Tuy nhiên, chẩn đoán sốt Rocky Mountain thường bị chẩn đoán sai do khởi phát không đặc hiệu. Nếu không được điều trị đúng cách, bệnh có thể trở nên nghiêm trọng, nhập viện và có thể gây tử vong.

## Chẩn đoán và điều trị

### Kháng sinh
Doxycycline và Cloramphenicol là những thuốc phổ biến nhất được lựa chọn để giảm các triệu chứng liên quan đến RMSF. Khi nghi ngờ rằng một bệnh nhân có thể bị RMSF, điều quan trọng là phải điều trị bằng kháng sinh kịp thời. Thất bại trong việc nhận điều trị kháng sinh, đặc biệt là trong những giai đoạn đầu của bệnh, có thể dẫn đến suy đa tạng (tim, thận, phổi), viêm màng não, tổn thương não, sốc tuần hoàn, và thậm chí tử vong.